# Коренівськ
Корені́вськ (Корєновськ; рос. Кореновск) — місто в Росії, адміністративний центр Коренівського району Краснодарського краю.
- Населення 42,5 тис. осіб (2022)
- Місто розташоване на річці Бейсужек Лівий (притока річки Бейсуг), за 64 км від Краснодара.

## Минуле
У 1794 році чорноморські козаки заснували селище Коренівський курінь, назване на честь однойменного куреня у складі Запорізької Січі, який було названо за назвою села Коренівка Житомирської області.
Із середини XIX століття селище відоме як станиця Коренівська у складі Чорноморського та, після об'єднання, Кубанського козачого війська.
У 1961 станиця набула статусу міста і отримала назву Коренівськ.

## Господарство
- молочно-консервний комбінат
- заводи: цукровий, пивоварний, сухої молочної сироватки
- птахофабрика
- елеватор

В районі виробництво зернових культур, овочів. Скотарство, птахівництво.
Вузол автомобільних шляхів. Станція на залізниці Тихорєцьк — Краснодар.
Місто відоме тим, що в 2021 році тут на параді був показаний ракетний комплекс «Точка-У», наявність якого на озброєнні заперечує влада РФ (https://youtu.be/ls1detQZl5w).
Південніше міста знаходиться військовий аеродром Коренівськ.